# SegaSonic Cosmo Fighter
SegaSonic Cosmo Fighter (яп. セガソニック・コスモ・ファイター Сэгасоникку Косумо Файта), также известная как SegaSonic Cosmo Fighter Galaxy Patrol — видеоигра серии Sonic the Hedgehog, разработанная компанией Sega AM1 и изданная Sega для аркадных автоматов Sega System C-2 в 1993 году.

## Игровой процесс

На протяжении игры Соник управляет космическим кораблём, по пути сбивая бомбы и прочие предметы

SegaSonic Cosmo Fighter представляет собой аркадный shoot 'em up, выполненный в двухмерной графике с видом сверху. Вначале игры ёж Соник улетает на своём корабле в космос, и после пройденного полёта, на орбите появляется доктор Эггман. После этого начинается преследование учёного, и игрок с помощью джойстика и нескольких кнопок может управлять кораблём, снаряжённым самонаводящимися ракетами и снарядами. На пути доктор Эггман бросает в сторону главного героя бомбы и прочие предметы, затрудняющие полёт. За каждый уничтоженный предмет персонажу даются золотые звёздочки. После прибытия на базу учёного, Соник сражается с боссом — самим Эггманом. После победы над злодеем и освобождения пленных животных, ёжик получает обновлённый корабль и, в зависимости от того, насколько хорошо игрок избегал столкновений, зарабатывает дополнительные звёздочки (от одной до пяти).

## Разработка и выход игры
SegaSonic Cosmo Fighter была создана компанией Sega AM1, которая занимается разработкой игр для аркадных автоматов. Как и Waku Waku Sonic Patrol Car, симулятор работает на системе C-2 PCB, платы которой были на консоли Mega Drive/Genesis. Игра была создана в нетипичном для серии жанра shoot 'em up. Графика и спрайты в SegaSonic Cosmo Fighter также отличаются от используемых в оригинальной Sonic the Hedgehog. Проект также содержит образцы речи, что делает её одной из первых игр серии, где персонажи озвучены. Так, ежа Соника озвучил Такэси Кусао, а доктора Эггмана — Масахару Сато, которые позже озвучили их в платформере SegaSonic the Hedgehog.
Игра вышла в 1993 году и распространялась только в Японии.

## Оценки и мнения
Большинство отзывов игра получила после публикаций в Интернете нескольких статей о малоизвестных аркадных автоматах. Рецензент из сайта Ars Technica Кайл Орланд похвалил разработчиков за использование в игре уникальных для серии спрайтов и наличие озвучивания. Однако он отметил, что для поиска автомата (вместе с Waku Waku Sonic Patrol Car) необходимо ехать в Японию, и если он там есть, то внутрь кабины может поместиться человек только с ростом ребёнка. Представитель интернет-ресурса RetroCollect в своей рецензии назвал проект «скрытым драгоценным камнем», который должен запускаться через программу MAME.